# Revivre (film, 2024)
Pour les articles homonymes, voir Revivre.
Pour plus de détails, voir Fiche technique et Distribution.
Revivre est un film français réalisé par Karim Dridi et sorti en 2024.

## Synopsis
Dans le service de réanimation pédiatrique de l'Hôpital de la Timone à Marseille, Sélim (3 mois) et Luna (9 mois) attendent, l'un une transplantation cardiaque, l'autre une greffe du foie.

## Fiche technique
- Titre : Revivre
- Réalisation : Karim Dridi
- Scénario et photographie : Karim Dridi
- Son : Tom Allibert-Bardoux et Jean-Noël Iven
- Montage : Paul Pirritano
- Musique : David Gubitsch et Vincent Peirani
- Pays de production :  France
- Société de production : Mirak Films
- Distribution : Pyramide Films
- Genre : Documentaire
- Durée : 98 minutes
- Date de sortie : France - 28 février 2024

## Sélection
- États généraux du film documentaire (Lussas) 2023[1]